# Münster (Austria)
Münster (Minsta in bavarese) è un comune austriaco di 3 289 abitanti nel distretto di Kufstein, in Tirolo.